# Magnus Chase e os Deuses de Asgard
Magnus Chase and the Gods of Asgard (traduzido no Brasil e em Portugal como Magnus Chase e os Deuses de Asgard) é uma trilogia de romance de fantasia baseados na mitologia nórdica escritos pelo autor americano Rick Riordan. Foi publicado nos Estados Unidos pela Disney Hyperion, no Brasil pela Intrínseca e em Portugal pela Planeta.
Os livros se passam no mesmo universo de Percy Jackson & the Olympians e The Kane Chronicles. O primeiro livro, The Sword of Summer, foi lançado em 6 de outubro de 2015. O segundo, The Hammer of Thor, foi lançado em 4 de outubro de 2016. The Ship of the Dead, o terceiro e último livro, foi lançado em 3 de outubro de 2017.
A história é narrada em primeira pessoa pelo protagonista principal, Magnus Chase, que é filho do deus nórdico da fertilidade, Frey. Magnus é primo de Annabeth Chase, personagem principal de Percy Jackson e Olympians e The Heroes of Olympus, que une as duas séries.

## Personagens

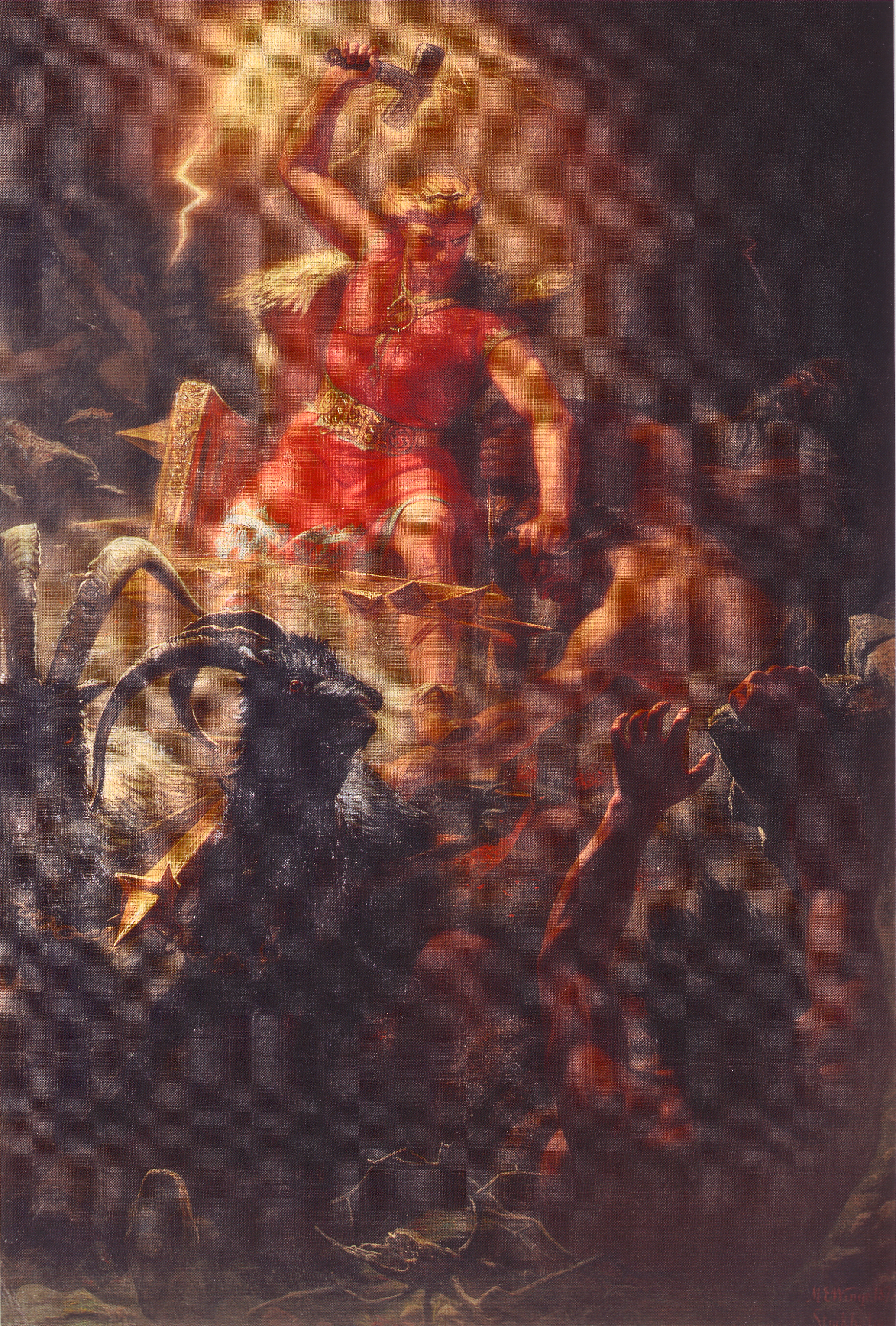
Thor

- Magnus Chase: O personagem principal da série, filho do deus do verão e da primavera, Frey.[9]
- Blitzen (Blitz): Amigo de Magnus. É um anão que adora moda, tem o sonho de abrir uma loja e ter sua própria grife de roupas, embora os outros anões não concordem com ele. Fingiu ser um morador de rua com Hearth para proteger Magnus.[10]
- Hearthstone (Hearth): Amigo de Magnus. Ele é um elfo surdo, e o único elfo que ainda pratica magia. Fingiu ser um morador de rua com Blitzen para proteger Magnus.[11]
- Frederick Chase: O tio de Magnus, pai de Annabeth.
- Annabeth Chase: Semideusa grega, filha de Atena, prima de Magnus e namorada de Percy Jackson.[12]
- Randolph Chase: Tio de Magnus, ele é um professor fascinado pela cultura nórdica.
- Jacques (Sumarbrander): Espada de Magnus, é um personagem prosopopéico, destinado a ser de Surt no Ragnarök.[13]
- Samirah al-Abbas: Amiga de Magnus, uma Valquíria e também filha de Loki.[14]
- Gunilla: Chefe das Valquírias, filha de Thor[15]
- T. J.: Um einherjar que era um soldado da Guerra Civil, filho do deus Tyr e vizinho de corredor de Magnus.[16]
- Mallory Keen: Uma einherjar irlandesa, vizinha de corredor e amiga de Magnus.[17]
- Mestiço Gunderson: Um einherjar, vizinho de corredor de Magnus. É um berserker e namorado de Mallory Keen.[18]
- Loki: O Deus das travessuras e da mentira, ele aparece para Magnus, em várias visões.[19]
- Thor: Deus do trovão e da batalha. Conhecido por gostar de assistir series e peidar muito.[20]
- Surt: Rei dos Gigantes de fogo, e aquele que mata Magnus.
- Fenrir: O Lobo, Filho de Loki, aprisionado em uma Ilha que só surge na primeira lua cheia do ano.
- Ran: Deusa do Mar. Ela acha a espada do verão após Magnus ter caído no rio.
- Freya: A Deusa do amor e da beleza. É a Mãe de Blitz e também a guardiã de Folkvangr (Pós-vida dos Vanir).
- Hel: Deusa da Morte, filha de Loki. Aparece para Magnus, fazendo a proposta de devolver sua Mãe de volta a vida desde que Magnus de a espada para o tio, Randolph.
- Alex Fierro: Alex Fierro é uma einherjar de gênero fluído, filha de Loki em forma feminina. Interesse romântico de Magnus.[21]
- Percy Jackson: Semideus grego, filho de Poseidon,ajudou Magnus a treinar em O Navio dos Mortos, namorado de Annabeth Chase.[22]

## Desenvolvimento
Riordan anunciou a série de livros no seu webcast no "Monte Olimpo" (Empire State Building) em 23 de setembro de 2014.

## Localização da série
A série de livros se passa em Boston (Midgard), Valhala, Asgard, Alfaheim,Helheim, Jötunheim, Nídavellir e Folkvangr.

## Livros complementares

### Hotel Valhala - Guia Dos Mundos Nórdicos
Primeiro extra de Magnus Chase, logo após o primeiro livro. Um guia para entender melhor a Mitologia Nórdica

### 9 Contos de Nove Mundos
Segundo extra de Magnus Chase, último livro da série. É uma coleção de nove contos, com cada história focada e narrada por um personagem diferente da trilogia.